# Unter Geiern – Der Sohn des Bärenjägers
Unter Geiern – Der Sohn des Bärenjägers ist ein Freilichtspiel nach Motiven der gleichnamigen Erzählung Karl Mays von Wulf Leisner.

## Inhalt

### Erstes Bild: Im Tal der Weißen Steine
1. Die Ogellallah graben das Kriegsbeil aus: Der Häuptling der Ogellallah zerbricht die Friedenspfeife und gräbt das Kriegsbeil aus, weil drei seiner Krieger von Bleichgesichtern ermordet wurden. Die Indianer tanzen den Kriegstanz der Dakota.
2. Baumann und die Prospektors: Der Bärenjäger dient den Prospektors als Scout und wird von den Indianern gefangen genommen. Sie werden haftbar gemacht für die Tat anderer Weißer und mit dem Tode bedroht.
3. Wokadeh und seine Schwester: Wokadeh ist ein Krieger der Mandan und hasst die Ogellallah, bei denen er aufwuchs. Er sinnt auf Rache und will sich mit den Bleichgesichtern verbünden.
4. Die Geier und Wokadeh: Die Geier, eine Gruppe von Tramps, überwältigen Wokadeh. Brake schlägt Wokadeh. Dieser schwört Rache.
5. Drei Westmänner: Der „Dicke Jemmy“, der „Lange Davy“ und „Juggle Fred“ sind ausgekochte Trapper, die sich töricht stellen, um ihre Gegner verblüffen zu können.
6. Extravorstellung: In einer Extravorstellung ihrer Trinkfestigkeit narren diese Westmänner die Geier.
7. Entdeckung eines Gefangenen: Die drei entdecken den indianischen Gefangenen und signalisieren ihm, dass sie ihn befreien wollen.
8. Der Lassotrick: Mit dem Lassotrick, der die Geier so „geierig“ macht, entwaffnen die Westmänner die Bande und setzen sie fest.
9. Hobble Frank, Martin Baumann und Massa Bob: Der Freund, der Sohn und der Diener des Bärenjägers treten auf. Sie wollen Baumann aus den Händen der Indianer befreien.
10. Sächsisches Geplänkel: Der Sprachen- und Wissensstreit zwischen Jemmy und Frank kommt köstlich unterhaltsam daher.
11. Brake und die Geier entkommen: Während des sächsischen Geplänkels befreit sich Brake, wird von Bob wieder eingefangen und von Wokadeh mit dem Messer bedroht. Er winselt um Gnade und wird voller Verachtung samt seinen Leuten fortgejagt.
12. Wokadehs Botschaft: Wokadeh ist froh über seine Befreiung und erzählt, was die Ogellallah mit Baumann und den Prospectors vorhaben: Sie sollen am Marterpfahl sterben. Man bricht zur Befreiung auf.

### Zweites Bild: Tal zwischen dem Yellowstone River und den Bighorn Bergen
1. Auf gefährlichem Gebiet: Winnetou und Old Shatterhand treffen sich und machen sich bewusst, dass sie sich auf gefährlichem Gebiet befinden. Auch die Schoschonen haben das Kriegsbeil ausgegraben. Ihnen wurde die große Medizin, der heilige Gürtel, geraubt.
2. Ein Ringen um Sprache: Frank und Jemmy streiten sich schon wieder über Sprache und korrektes historisches Wissen. Frank sächselt stark, glaubt aber, reinstes Deutsch zu sprechen, und bringt alle möglichen sprachlichen und historischen Begriffe durcheinander.
3. Begegnungen: Geführt von Wohkadeh erscheinen im Hintergrund der Schlucht auf ihren Pferden Davy, Martin, Juggle Fred und Bob. Sie begegnen mit großem Hallo Frank, Jemmy und Old Shatterhand, den drei Sachsen.
4. Gefahren von allen Seiten: Winnetou erscheint und berichtet: Der große Zug der Schoschonen hat sich geteilt. Aus allen vier Richtungen des Windes, aus Nord und Ost, aus Süd und West nähern sich die roten Krieger dem Tal.
5. Mit List und Wortgeplänkel: Old Shatterhand hat einen listigen Plan, der auch darauf beruht, sich aufzuteilen und die Indianer zu bluffen. Frank und Jemmy nehmen wieder ihr Wortgeplänkel auf.
6. Auseinandersetzung mit den Schoschonen: Mit Kriegsgeschrei tauchen die Schoschonen auf. Die Westleute wollen nicht wie namenlose Hunde behandelt werden. Davy spricht für die Gruppe: Der Oberhäuptling möge die Häuptlinge zusammenrufen zur großen Beratung. Dann werde man sich dem Spruch der Häuptlinge fügen. Unter einer Bedingung: Frei und ungefesselt will die Gruppe den Spruch der Häuptlinge erwarten.
7. Dialog zwischen Frank und Bob während der Großen Beratung: Frank verschreckt Bob mit seinem Gerede über Skalpierung und Marterpfahl.
8. Das Eingreifen der Helden: Winnetou schnappt sich den Sohn des Häuptlings, Shatterhand dringt ins Zelt des Häuptlings ein und überwältigt ihn. Er fordert freien Abzug für sich und alle Gefangenen. Der Häuptling empfindet die Schmach der Niederlage und fordert den Tod für sich und seinen Sohn.
9. Zweikampf als Gottesurteil: Statt des aussichtslosen Kampfes gegen die aufgebrachten Krieger bietet Shatterhand einen Zweikampf mit dem Häuptling an.
10. Surrealer Dialog über den Rubikon: Angesichts des mutigen Weges, den Shatterhand nun geht, entspinnt sich ein surrealer Dialog zwischen Frank und Jemmy über den Rubikon, den der Autor Leisner zu einem latent antisemitischen Witz über Rubi(n) und Cohn nutzt.
11. Der Zweikampf: Beim Zweikampf verzichtet Shatterhand auf das Messer und schlägt den Häuptling der Schoschonen mit der Faust nieder.
12. Die Offenlegung der Namen: Die Offenlegung der Namen der Helden und ihrer Begleiter wahrt die Gesichter des Häuptlings und seines Sohnes. Sie unterlagen berühmten Kämpfern und müssen sich nicht schämen.
13. Ein riskanter Plan: Martin Baumann will vorausreiten und wird von Shatterhand zurechtgewiesen, weil das alle in Gefahr bringen könnte. Martin macht sich trotzdem, begleitet von Frank und Bob, Freund und Diener seines Vaters, heimlich auf den Weg.
14. Entdecken des Plans und Rauchen der Friedenspfeife: Die Eigenmächtigkeit Martins erregt Shatterhands Unmut. Er nimmt sich aber die Zeit, die Friedenspfeife mit den Schoschonen zu rauchen, und bricht dann mit den anderen auf, um den Baumanns zu helfen.

### Drittes Bild: Am Feuerlochfluss im Tal des Teufelswassers
1. Perfide Pläne der Geier: Am Ort der bösen Tat (hier fand der Mord an den drei Ogellallah-Kriegern statt) wollen Brake und seine Tramps den anderen auflauern.
2. Begegnung am Höllenmaul: Am Randes des Höllenmauls begegnet Martin mit seiner Gruppe Winnetou, der die Spuren des weißen Mörders und seiner Leute entdeckt hat. Die Gruppe wird von den Tramps gefangen genommen und gefesselt.
3. Entfesselungskünste: Mit einer List gelingt es Juggle Fred, Brake zu einem Entfesselungstrick zu verleiten, in dessen Folge die ganze Band gefesselt am Boden liegt. Wokadeh wird befreit.
4. Der Auftritt der Ogellallah: Aber nun erscheinen mit Kriegsgeschrei die Ogellallah und Brake biedert sich bei ihnen an. Der Häuptling durchschaut dieses Verhalten.
5. Das Geständnis Wokadehs: Wohkadeh gesteht, dass er die Schar der Ogellallah verlassen hat, um dem Sohn des Bärentöters zu melden, dass sein Vater gefangen worden ist. Der Häuptling will Wokadeh, den Verräter, und seinen Freund Martin gemeinsam eines qualvollen Todes sterben lassen.
6. Kae-i-tso tauscht mit Wokadeh den Platz: Heimlich hat sich Wokadehs Schwester angeschlichen und tauscht mit ihrem gefangenen Bruder den Platz, damit er mit Winnetou und Old Shatterhand gemeinsam zur Rettung der Gruppe beitragen kann.
7. Am Rande des Höllenmauls: Martin und Kae-i-tso werden von einigen Kriegern den Abhang hinauf und oben an den Kraterrand geführt. Sie sollen hinabgestürzt werden.
8. Wokadeh, Winnetou und Old Shatterhand erscheinen zur Rettung: Wokadeh reißt das Gewehr hoch und schießt. Der Krieger, der Kae-i-tso gepackt hielt, stürzt zu Boden. Im gleichen Augenblick fallen von den Felshöhen weitere Schüsse. Von allen Seiten ertönt das Kriegsgeschrei der Schoschonen, die jetzt überall auf den Felshöhen erscheinen. Shatterhand mahnt: Ein weiterer Kampf ist sinnlos.
9. Die Ermahnung zum Frieden: Shatterhand hält eine große Friedensrede: Die roten Brüder sollen aufhören, gegeneinander Krieg zu führen. „Die beiden Häuptlinge schreiten aufeinander zu und reichen sich die Hände. Zugleich versammeln sich die ältesten Häuptlinge der Ogellallah und der Schoschonen in einem weiten Halbkreis. Unter feierlichen Zeremonien entzündet der Medizinmann die Friedenspfeife und reicht sie den Häuptlingen. Inzwischen sind Shatterhand und seine Gefährten zu den Gefangenen geeilt und haben sie mit wenigen Messerschnitten befreit. Baumann schließt seinen Sohn in die Arme, während Wohkadeh seiner Schwester entgegeneilt.“ (Textbuch)
10. Ein Ringen am Abgrund: Wokadeh und Brake ringen miteinander am Kraterrand. Schließlich stürzt Brake in die Tiefe. Wokadeh ist gerächt.
11. Das Kriegsbeil ist begraben, Friedensfeuer leuchten auf: Auf den Höhen der Felsen leuchten Feuer auf, während die Krieger Reisigfackeln entzünden. Shatterhand zu den Häuptlingen: „Meine roten Brüder mögen nun zurückreiten in ihre Jagdgründe. Sie mögen von dieser Stunde ab Manitus heiligen Frieden wahren, so wird Manitus Volk leben bis in alle Zeiten! Howgh!“ (Textbuch)
12. Versöhnung und Abschied: Frank und Jemmy vertragen sich nach ihren endlosen Streitereien mit einer Anspielung auf Schillers Ode An die Freude: „Deine Zauber binden wieder, was der Unverstand geteilt; Frank und Jemmy sind nun Brüder, unsere Freundschaft ist geheilt.“ (Textbuch) Shatterhand und die Häuptlinge nehmen Abschied voneinander.

## Aufführungen
Gespielt wurde das Stück:
- in Bad Segeberg: 1962 (da die Winnetou-Rolle sehr klein war, spielte Heinz Ingo Hilgers die bedeutendere Rolle des Wohkadeh), 1967[7]
- in Dinslaken: 1965/1966[8]
- an den Greifensteinen: 2006[9], 2007[10], 2008[11]

## Presseecho
„Es war eine glanzvolle Premiere. Ein großes Verdienst daran ist Intendant Wulf Leisner zuzuschreiben. Seine langjährigen Erfahrungen mit der Freilichtbühne gaben die Gewähr für eine ausgereifte Aufführung.“

„Wohl selten hat eine Karl-May-Aufführung vor der Naturkulisse des Segeberger Kalkbergs soviel optischen Reiz ausgeübt wie in diesem Jahre. Das Geschehen läuft wie ein bunter Film vor den Zuschauern ab, ein Film, in dem jedes Bild sorgfältig erarbeitet und ausgeleuchtet wurde.“

„Wenn schließlich im Tale des Feuerwassers feurige Vulkane und Fontänen aus Geysiren hoch in die Luft schießen, dann ist der Wilde Westen in Bad Segeberg perfekt.“

„Wulf Leisner hat seine Inszenierung und Dramatisierung sehr genau auf das große Freilichttheater abgestimmt. Wie er Abenteuer und Humor, Romantik und Völkerkundliches sich abwechseln läßt, das hat Sinn und Spiel. Ganz ausgezeichnet sind die nach alten folkloristischen Vorlagen und Musiken erarbeiteten Tänze.“

## TV-Übertragung
Der NDR drehte am 20. Juli 1962 eine 70-minütige TV-Fassung des Stücks, die aber von der tatsächlich gezeigten Bühnenfassung massiv abwich.

## Sonstiges
Nicolas Finke wies nach, dass die zeitgleichen Filmpläne der Constantin das Stück beeinflussten. Hauptursache waren Sperr-Optionen der Filmgesellschaft im Vertrag mit dem Karl-May-Verlag als Lizenzgeber, die dieser gegenüber der TV-Übertragung des Bühnenstücks durchzusetzen versuchte.
Während einer Vorstellung verfing sich Herbert Doberauer, beim abschließenden Kampf, in der Perücke von Heinz Ingo Hilgers und riss diese prompt mit. Hilgers, der noch außer Sicht der Zuschauer war, eilte seiner Haarpracht hinterher und setzte sie als erstes falsch herum auf, konnte sich aber noch einigermaßen frisieren, bevor er vor die Augen der Zuschauer trat.

## Textbuch
- Wulf Leisner: Unter Geiern (Der Sohn des Bärenjägers). Ein Freilichtspiel nach Motiven der gleichnamigen Reiseerzählung Karl Mays, Norderstedt: Vertriebsstelle und Verlag deutscher Bühnenschriftsteller und Bühnenkomponisten o. J. (1962)